# Succha (Piura)
Succha es un caserío peruano ubicado en el distrito de Huarmaca, perteneciente a la provincia de Huancabamba del departamento de Piura, al norte del Perú. 

## Ubicación
Succha se ubica al sureste de la provincia de Huancabamba, en el distrito de Huarmaca, en el departamento de Piura.

## Demografía
En 2017 Succha tenía una población de 183 habitantes.
| Gráfica de evolución demográfica de Succha entre 1993 y 2017 |
|                                                              |
| Fuentes: Población 1993 y 2017                               |